# Club Estudiantes de Concordia
O Club Estudiantes Concordia é uma equipe profissional de basquete com sede na cidade argentina de c un equipo profesional de baloncesto con sede en la ciudad argentina de Concordia província Entre Ríos.
Foi fundado em 9 de maio de 1944, inicialmente como clube de futebol, e na temporada 2011/12 competiu naLiga Nacional de Basquet (LNB), principal categoria do basquete argentino. Disputa seus encontros no pavilhão do  Estadio Estudiantes, mais conhecido como El gigante verde, com capacidade para 1610 espectadores.